# Hakuna Matata

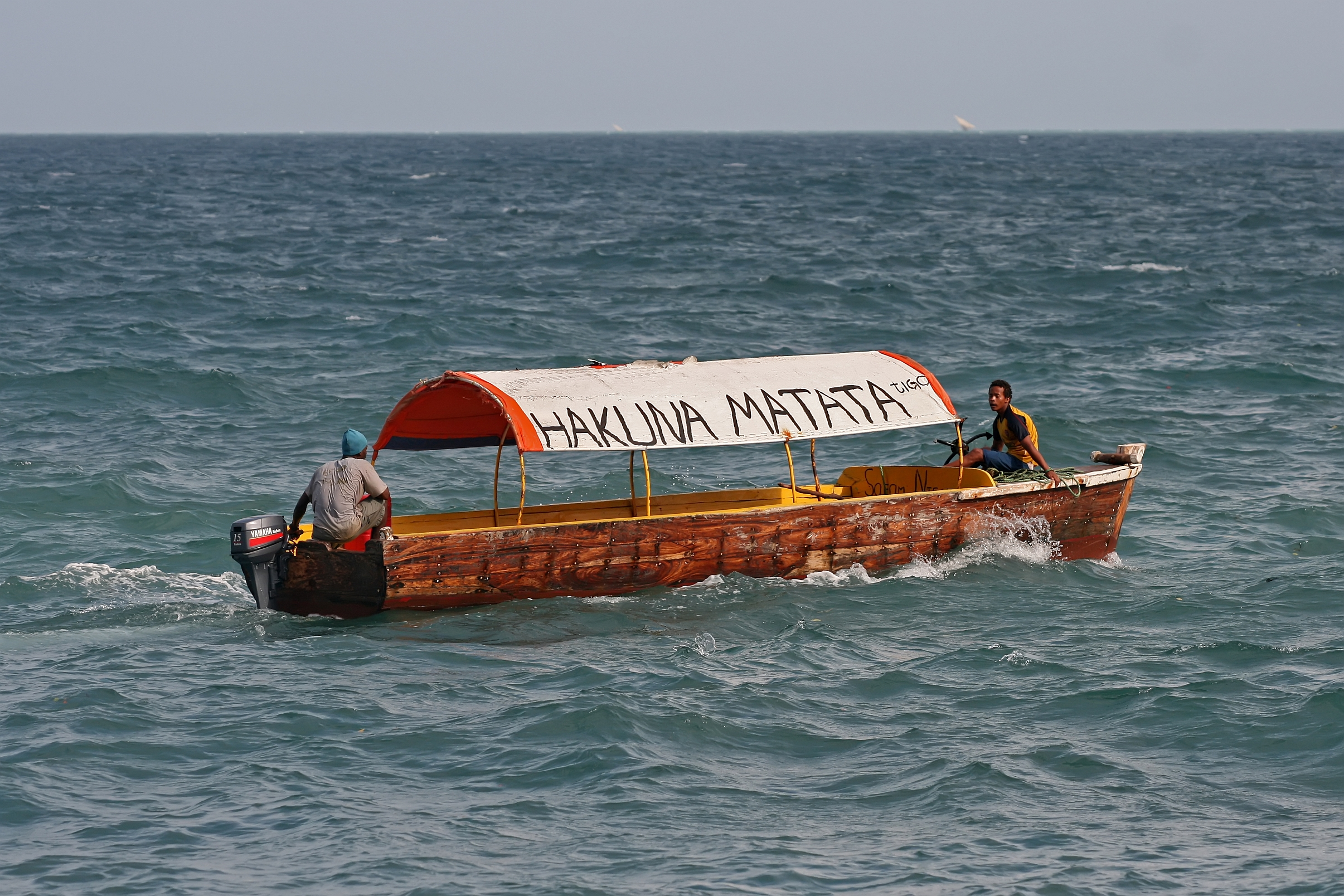
„Hakuna Matata“ auf einem Motorboot vor Sansibar.

Hakuna Matata ist ein Spruch aus der afrikanischen Sprache Swahili. Wörtlich übersetzt heißt er „Es gibt keine“ (hakuna) „Probleme/Schwierigkeiten“ (matata), oder freier „alles in bester Ordnung“. Matata steht auch für Palaver, Schlägerei oder Streit.

## Definition und Geschichte
Der Spruch ist besonders durch den Walt-Disney-Zeichentrickfilm Der König der Löwen und die anschließende Zeichentrickserie Abenteuer mit Timon und Pumbaa berühmt geworden. Hakuna Matata ist der Titel eines Liedes, das im Film und auch in dem darauf basierenden Musical von den Figuren Timon und Pumbaa vorgetragen wird. Der Text des Liedes wurde von Tim Rice geschrieben, Elton John hat die Musik komponiert. In der vom American Film Institute im Jahr 1998 zusammengestellten Liste der 100 besten amerikanischen Filmsongs rangiert Hakuna Matata auf Platz 99. Der auf VHS, DVD und Blu-ray Disc veröffentlichte dritte Teil des Zeichentrickfilmes, The Lion King 1½, in dem die Figuren Timon und Pumbaa die Hauptrollen spielten, wurde im deutschen Sprachraum unter dem Titel Der König der Löwen 3 – Hakuna Matata vermarktet.
Bereits zuvor ist die Redensart in afrikanischen Liedern verwendet worden, wie etwa in dem französischen Film Der Buschpilot (L’africain) von 1983 zu hören ist. Inzwischen wird der Spruch als Leitmotiv in der kenianischen Tourismusindustrie vermarktet, um zu propagieren, dass man auch in afrikanischen Ländern problemlos Urlaub machen kann. So kommt diese Formulierung auch häufig im Film Paradies: Liebe von Ulrich Seidl vor, in dem der weibliche Sextourismus thematisiert wird. Der zweite Teil des Spruches, „Matata“, war im Jahr 1961 Teil des Titels des ersten deutschen Buches von Peter Scholl-Latour: „Matata am Kongo“ (DVA, Stuttgart 1961).
Der Spruch Hakuna Matata erschien im Westen erstmals in Form der schwedischen Comic-Serie Bamse in der Mitte der 1980er Jahre, in dem die ersten Worte von Brumma, der Tochter von Bamse, „Hakuna Matata“ lauten, welche keiner außer Skalman versteht. Dieser machte es zu einem Geheimmotto zwischen Brumma und sich. So tauchte der Satz einige Male in dieser Zeichentrickserie auf.
Im 21. Jahrhundert hielt die Wendung Einzug in die deutsche Jugendsprache: Die Band Genetikk verwendet „Hakuna Matata“ beispielsweise in ihrem Raplied D.N.A. Bei der Wahl zum Jugendwort 2013 belegte Hakuna matata nach Babo, fame, gediegen und in your face den fünften Platz.